# Jižní a severní dynastie
Jižní a severní dynastie (čínsky v českém přepisu Nan-pej-čchao, pchin-jinem Nán Běicháo, znaky 南北朝) je období čínské historie v letech 420–589, kdy byla Čína politicky rozdělena na jižní a severní část.

## Historie
Období jižních a severních dynastií předcházela na jihu vláda říše Ťin (do roku 420), na severu rozdrobenost šestnácti států ukončená roku 439 sjednocením severní Číny do říše Severní Wej (386–534). Po roce 420 vládu nad jižní Čínou postupně držely státy Sung (420–479), Jižní Čchi (479–502), Liang (502–557) a Čchen (557–589), zatímco na severu zprvu panovala říše Severní Wej, poté se sever rozdělil na severovýchodní říše Východní Wej (534–550) a Severní Čchi (550–577) a severozápadní říše Západní Wej (535–557) a Severní Čou (557–581). Severní Čouové roku 577 opět sjednotili severní Čínu, ale už roku 581 je nahradila nová říše Suej, která do roku 589 dobyla i jižní Čínu, čímž ukončila období jižních a severních dynastií.
Důsledkem bojů na severu byla rozsáhlá migrace Číňanů (Chanů) ze severu do krajů na jih od Jang-c’-ťiang, což vedlo k počínšťování jižních kmenů a národů, počínštily se i nečínské kmeny, které přišly na sever země. Přes politickou nestabilitu a rozdělení kvetlo umění a kultura. Pokročila i úroveň technologií. Vynález třmene v předešlém ťinském období (265–420) pomohl urychlit rozvoj těžké jízdy. Rozvíjelo se i lékařství, astronomie, matematika a kartografie; žili tak významní vědci jako Cu Čchung-č’. Na severu i jihu se rozšířil buddhismus (který se objevil v Číně v 1. století), upevnil se taoismus.